# 1228
Portal Geschichte | Portal Biografien | Aktuelle Ereignisse | Jahreskalender | Tagesartikel

◄ |
12. Jahrhundert |
13. Jahrhundert
| 14. Jahrhundert | ►

◄ |
1190er |
1200er |
1210er |
1220er
| 1230er | 1240er | 1250er | ►

◄◄ |
◄ |
1224 |
1225 |
1226 |
1227 |
1228
| 1229 | 1230 | 1231 | 1232 | ► | ►►
Staatsoberhäupter  · Nekrolog
| Januar | Januar | Januar | Januar | Januar | Januar | Januar | Januar |
| Kw     | Mo     | Di     | Mi     | Do     | Fr     | Sa     | So     |
| ------ | ------ | ------ | ------ | ------ | ------ | ------ | ------ |
| 52     |        |        |        |        |        | 1      | 2      |
| 1      | 3      | 4      | 5      | 6      | 7      | 8      | 9      |
| 2      | 10     | 11     | 12     | 13     | 14     | 15     | 16     |
| 3      | 17     | 18     | 19     | 20     | 21     | 22     | 23     |
| 4      | 24     | 25     | 26     | 27     | 28     | 29     | 30     |
| 5      | 31     |        |        |        |        |        |        |

| Februar | Februar | Februar | Februar | Februar | Februar | Februar | Februar |
| Kw      | Mo      | Di      | Mi      | Do      | Fr      | Sa      | So      |
| ------- | ------- | ------- | ------- | ------- | ------- | ------- | ------- |
| 5       |         | 1       | 2       | 3       | 4       | 5       | 6       |
| 6       | 7       | 8       | 9       | 10      | 11      | 12      | 13      |
| 7       | 14      | 15      | 16      | 17      | 18      | 19      | 20      |
| 8       | 21      | 22      | 23      | 24      | 25      | 26      | 27      |
| 9       | 28      | 29      |         |         |         |         |         |

| März | März | März | März | März | März | März | März |
| Kw   | Mo   | Di   | Mi   | Do   | Fr   | Sa   | So   |
| ---- | ---- | ---- | ---- | ---- | ---- | ---- | ---- |
| 9    |      |      | 1    | 2    | 3    | 4    | 5    |
| 10   | 6    | 7    | 8    | 9    | 10   | 11   | 12   |
| 11   | 13   | 14   | 15   | 16   | 17   | 18   | 19   |
| 12   | 20   | 21   | 22   | 23   | 24   | 25   | 26   |
| 13   | 27   | 28   | 29   | 30   | 31   |      |      |

| April | April | April | April | April | April | April | April |
| Kw    | Mo    | Di    | Mi    | Do    | Fr    | Sa    | So    |
| ----- | ----- | ----- | ----- | ----- | ----- | ----- | ----- |
| 13    |       |       |       |       |       | 1     | 2     |
| 14    | 3     | 4     | 5     | 6     | 7     | 8     | 9     |
| 15    | 10    | 11    | 12    | 13    | 14    | 15    | 16    |
| 16    | 17    | 18    | 19    | 20    | 21    | 22    | 23    |
| 17    | 24    | 25    | 26    | 27    | 28    | 29    | 30    |

| Mai | Mai | Mai | Mai | Mai | Mai | Mai | Mai |
| Kw  | Mo  | Di  | Mi  | Do  | Fr  | Sa  | So  |
| --- | --- | --- | --- | --- | --- | --- | --- |
| 18  | 1   | 2   | 3   | 4   | 5   | 6   | 7   |
| 19  | 8   | 9   | 10  | 11  | 12  | 13  | 14  |
| 20  | 15  | 16  | 17  | 18  | 19  | 20  | 21  |
| 21  | 22  | 23  | 24  | 25  | 26  | 27  | 28  |
| 22  | 29  | 30  | 31  |     |     |     |     |

| Juni | Juni | Juni | Juni | Juni | Juni | Juni | Juni |
| Kw   | Mo   | Di   | Mi   | Do   | Fr   | Sa   | So   |
| ---- | ---- | ---- | ---- | ---- | ---- | ---- | ---- |
| 22   |      |      |      | 1    | 2    | 3    | 4    |
| 23   | 5    | 6    | 7    | 8    | 9    | 10   | 11   |
| 24   | 12   | 13   | 14   | 15   | 16   | 17   | 18   |
| 25   | 19   | 20   | 21   | 22   | 23   | 24   | 25   |
| 26   | 26   | 27   | 28   | 29   | 30   |      |      |

| Juli | Juli | Juli | Juli | Juli | Juli | Juli | Juli |
| Kw   | Mo   | Di   | Mi   | Do   | Fr   | Sa   | So   |
| ---- | ---- | ---- | ---- | ---- | ---- | ---- | ---- |
| 26   |      |      |      |      |      | 1    | 2    |
| 27   | 3    | 4    | 5    | 6    | 7    | 8    | 9    |
| 28   | 10   | 11   | 12   | 13   | 14   | 15   | 16   |
| 29   | 17   | 18   | 19   | 20   | 21   | 22   | 23   |
| 30   | 24   | 25   | 26   | 27   | 28   | 29   | 30   |
| 31   | 31   |      |      |      |      |      |      |

| August | August | August | August | August | August | August | August |
| Kw     | Mo     | Di     | Mi     | Do     | Fr     | Sa     | So     |
| ------ | ------ | ------ | ------ | ------ | ------ | ------ | ------ |
| 31     |        | 1      | 2      | 3      | 4      | 5      | 6      |
| 32     | 7      | 8      | 9      | 10     | 11     | 12     | 13     |
| 33     | 14     | 15     | 16     | 17     | 18     | 19     | 20     |
| 34     | 21     | 22     | 23     | 24     | 25     | 26     | 27     |
| 35     | 28     | 29     | 30     | 31     |        |        |        |

| September | September | September | September | September | September | September | September |
| Kw        | Mo        | Di        | Mi        | Do        | Fr        | Sa        | So        |
| --------- | --------- | --------- | --------- | --------- | --------- | --------- | --------- |
| 35        |           |           |           |           | 1         | 2         | 3         |
| 36        | 4         | 5         | 6         | 7         | 8         | 9         | 10        |
| 37        | 11        | 12        | 13        | 14        | 15        | 16        | 17        |
| 38        | 18        | 19        | 20        | 21        | 22        | 23        | 24        |
| 39        | 25        | 26        | 27        | 28        | 29        | 30        |           |

| Oktober | Oktober | Oktober | Oktober | Oktober | Oktober | Oktober | Oktober |
| Kw      | Mo      | Di      | Mi      | Do      | Fr      | Sa      | So      |
| ------- | ------- | ------- | ------- | ------- | ------- | ------- | ------- |
| 39      |         |         |         |         |         |         | 1       |
| 40      | 2       | 3       | 4       | 5       | 6       | 7       | 8       |
| 41      | 9       | 10      | 11      | 12      | 13      | 14      | 15      |
| 42      | 16      | 17      | 18      | 19      | 20      | 21      | 22      |
| 43      | 23      | 24      | 25      | 26      | 27      | 28      | 29      |
| 44      | 30      | 31      |         |         |         |         |         |

| November | November | November | November | November | November | November | November |
| Kw       | Mo       | Di       | Mi       | Do       | Fr       | Sa       | So       |
| -------- | -------- | -------- | -------- | -------- | -------- | -------- | -------- |
| 44       |          |          | 1        | 2        | 3        | 4        | 5        |
| 45       | 6        | 7        | 8        | 9        | 10       | 11       | 12       |
| 46       | 13       | 14       | 15       | 16       | 17       | 18       | 19       |
| 47       | 20       | 21       | 22       | 23       | 24       | 25       | 26       |
| 48       | 27       | 28       | 29       | 30       |          |          |          |

| Dezember | Dezember | Dezember | Dezember | Dezember | Dezember | Dezember | Dezember |
| Kw       | Mo       | Di       | Mi       | Do       | Fr       | Sa       | So       |
| -------- | -------- | -------- | -------- | -------- | -------- | -------- | -------- |
| 48       |          |          |          |          | 1        | 2        | 3        |
| 49       | 4        | 5        | 6        | 7        | 8        | 9        | 10       |
| 50       | 11       | 12       | 13       | 14       | 15       | 16       | 17       |
| 51       | 18       | 19       | 20       | 21       | 22       | 23       | 24       |
| 52       | 25       | 26       | 27       | 28       | 29       | 30       | 31       |

| Januar | Januar | Januar | Januar | Januar | Januar | Januar | Januar |
| Kw     | Mo     | Di     | Mi     | Do     | Fr     | Sa     | So     |
| ------ | ------ | ------ | ------ | ------ | ------ | ------ | ------ |
| 52     |        |        |        |        |        | 1      | 2      |
| 1      | 3      | 4      | 5      | 6      | 7      | 8      | 9      |
| 2      | 10     | 11     | 12     | 13     | 14     | 15     | 16     |
| 3      | 17     | 18     | 19     | 20     | 21     | 22     | 23     |
| 4      | 24     | 25     | 26     | 27     | 28     | 29     | 30     |
| 5      | 31     |        |        |        |        |        |        |

| Februar | Februar | Februar | Februar | Februar | Februar | Februar | Februar |
| Kw      | Mo      | Di      | Mi      | Do      | Fr      | Sa      | So      |
| ------- | ------- | ------- | ------- | ------- | ------- | ------- | ------- |
| 5       |         | 1       | 2       | 3       | 4       | 5       | 6       |
| 6       | 7       | 8       | 9       | 10      | 11      | 12      | 13      |
| 7       | 14      | 15      | 16      | 17      | 18      | 19      | 20      |
| 8       | 21      | 22      | 23      | 24      | 25      | 26      | 27      |
| 9       | 28      | 29      |         |         |         |         |         |

| März | März | März | März | März | März | März | März |
| Kw   | Mo   | Di   | Mi   | Do   | Fr   | Sa   | So   |
| ---- | ---- | ---- | ---- | ---- | ---- | ---- | ---- |
| 9    |      |      | 1    | 2    | 3    | 4    | 5    |
| 10   | 6    | 7    | 8    | 9    | 10   | 11   | 12   |
| 11   | 13   | 14   | 15   | 16   | 17   | 18   | 19   |
| 12   | 20   | 21   | 22   | 23   | 24   | 25   | 26   |
| 13   | 27   | 28   | 29   | 30   | 31   |      |      |

| April | April | April | April | April | April | April | April |
| Kw    | Mo    | Di    | Mi    | Do    | Fr    | Sa    | So    |
| ----- | ----- | ----- | ----- | ----- | ----- | ----- | ----- |
| 13    |       |       |       |       |       | 1     | 2     |
| 14    | 3     | 4     | 5     | 6     | 7     | 8     | 9     |
| 15    | 10    | 11    | 12    | 13    | 14    | 15    | 16    |
| 16    | 17    | 18    | 19    | 20    | 21    | 22    | 23    |
| 17    | 24    | 25    | 26    | 27    | 28    | 29    | 30    |

| Mai | Mai | Mai | Mai | Mai | Mai | Mai | Mai |
| Kw  | Mo  | Di  | Mi  | Do  | Fr  | Sa  | So  |
| --- | --- | --- | --- | --- | --- | --- | --- |
| 18  | 1   | 2   | 3   | 4   | 5   | 6   | 7   |
| 19  | 8   | 9   | 10  | 11  | 12  | 13  | 14  |
| 20  | 15  | 16  | 17  | 18  | 19  | 20  | 21  |
| 21  | 22  | 23  | 24  | 25  | 26  | 27  | 28  |
| 22  | 29  | 30  | 31  |     |     |     |     |

| Juni | Juni | Juni | Juni | Juni | Juni | Juni | Juni |
| Kw   | Mo   | Di   | Mi   | Do   | Fr   | Sa   | So   |
| ---- | ---- | ---- | ---- | ---- | ---- | ---- | ---- |
| 22   |      |      |      | 1    | 2    | 3    | 4    |
| 23   | 5    | 6    | 7    | 8    | 9    | 10   | 11   |
| 24   | 12   | 13   | 14   | 15   | 16   | 17   | 18   |
| 25   | 19   | 20   | 21   | 22   | 23   | 24   | 25   |
| 26   | 26   | 27   | 28   | 29   | 30   |      |      |

| Juli | Juli | Juli | Juli | Juli | Juli | Juli | Juli |
| Kw   | Mo   | Di   | Mi   | Do   | Fr   | Sa   | So   |
| ---- | ---- | ---- | ---- | ---- | ---- | ---- | ---- |
| 26   |      |      |      |      |      | 1    | 2    |
| 27   | 3    | 4    | 5    | 6    | 7    | 8    | 9    |
| 28   | 10   | 11   | 12   | 13   | 14   | 15   | 16   |
| 29   | 17   | 18   | 19   | 20   | 21   | 22   | 23   |
| 30   | 24   | 25   | 26   | 27   | 28   | 29   | 30   |
| 31   | 31   |      |      |      |      |      |      |

| August | August | August | August | August | August | August | August |
| Kw     | Mo     | Di     | Mi     | Do     | Fr     | Sa     | So     |
| ------ | ------ | ------ | ------ | ------ | ------ | ------ | ------ |
| 31     |        | 1      | 2      | 3      | 4      | 5      | 6      |
| 32     | 7      | 8      | 9      | 10     | 11     | 12     | 13     |
| 33     | 14     | 15     | 16     | 17     | 18     | 19     | 20     |
| 34     | 21     | 22     | 23     | 24     | 25     | 26     | 27     |
| 35     | 28     | 29     | 30     | 31     |        |        |        |

| September | September | September | September | September | September | September | September |
| Kw        | Mo        | Di        | Mi        | Do        | Fr        | Sa        | So        |
| --------- | --------- | --------- | --------- | --------- | --------- | --------- | --------- |
| 35        |           |           |           |           | 1         | 2         | 3         |
| 36        | 4         | 5         | 6         | 7         | 8         | 9         | 10        |
| 37        | 11        | 12        | 13        | 14        | 15        | 16        | 17        |
| 38        | 18        | 19        | 20        | 21        | 22        | 23        | 24        |
| 39        | 25        | 26        | 27        | 28        | 29        | 30        |           |

| Oktober | Oktober | Oktober | Oktober | Oktober | Oktober | Oktober | Oktober |
| Kw      | Mo      | Di      | Mi      | Do      | Fr      | Sa      | So      |
| ------- | ------- | ------- | ------- | ------- | ------- | ------- | ------- |
| 39      |         |         |         |         |         |         | 1       |
| 40      | 2       | 3       | 4       | 5       | 6       | 7       | 8       |
| 41      | 9       | 10      | 11      | 12      | 13      | 14      | 15      |
| 42      | 16      | 17      | 18      | 19      | 20      | 21      | 22      |
| 43      | 23      | 24      | 25      | 26      | 27      | 28      | 29      |
| 44      | 30      | 31      |         |         |         |         |         |

| November | November | November | November | November | November | November | November |
| Kw       | Mo       | Di       | Mi       | Do       | Fr       | Sa       | So       |
| -------- | -------- | -------- | -------- | -------- | -------- | -------- | -------- |
| 44       |          |          | 1        | 2        | 3        | 4        | 5        |
| 45       | 6        | 7        | 8        | 9        | 10       | 11       | 12       |
| 46       | 13       | 14       | 15       | 16       | 17       | 18       | 19       |
| 47       | 20       | 21       | 22       | 23       | 24       | 25       | 26       |
| 48       | 27       | 28       | 29       | 30       |          |          |          |

| Dezember | Dezember | Dezember | Dezember | Dezember | Dezember | Dezember | Dezember |
| Kw       | Mo       | Di       | Mi       | Do       | Fr       | Sa       | So       |
| -------- | -------- | -------- | -------- | -------- | -------- | -------- | -------- |
| 48       |          |          |          |          | 1        | 2        | 3        |
| 49       | 4        | 5        | 6        | 7        | 8        | 9        | 10       |
| 50       | 11       | 12       | 13       | 14       | 15       | 16       | 17       |
| 51       | 18       | 19       | 20       | 21       | 22       | 23       | 24       |
| 52       | 25       | 26       | 27       | 28       | 29       | 30       | 31       |

## Ereignisse

### Politik und Weltgeschehen

#### Kreuzzug Friedrichs II.
- 25. April: Bei der Geburt ihres Sohnes Konrad stirbt Isabella II. von Jerusalem, die Gattin des römisch-deutschen Kaisers Friedrich II. Damit wird Konrad König von Jerusalem unter der Vormundschaft seines Vaters.
- Die Barone des Königreichs Jerusalem, die wegen des päpstlichen Bannspruchs Zweifel an der legitimen Herrschaft Friedrichs äußern, setzen den von Friedrich eingesetzten Statthalter Thomas I. von Aquino ab und setzen mit Odo von Montbéliard einen einheimischen Baron in dieses Amt ein.

Der Weg von Friedrichs Kreuzzug 1228

- 28. Juni: Nachdem die Seuche im Lager der Kreuzfahrer abgeklungen und auch Kaiser Friedrich II. selbst wieder genesen ist, begibt er sich mit 40 Schiffen von Brindisi aus auf seinen seit drei Jahren geplanten Kreuzzug ins Heilige Land, ohne vorher mit Papst Gregor IX., der ihn im Vorjahr exkommuniziert hat, eine Aussöhnung zu suchen. Er wird dabei unter anderem von Hermann von Salza, dem Hochmeister des Deutschen Ordens, begleitet. Die größten Kreuzfahrerkontingente zur Unterstützung Friedrichs stammen aus dem mitteldeutschen Raum (Hessen, Meißen, Thüringen) und aus den staufischen Hausmachtgebieten im Südwesten des Reiches (Schwaben, Elsaß und Burgund). Seine Streitmacht umfasst etwa 1.000 Ritter und ungefähr 10.000 Streiter zu Fuß.
- 21. Juli: Das Kreuzzugsheer landet in der zypriotischen Hafenstadt Limassol. Nach einem Streit kommt es zu einer kurzen bewaffneten Auseinandersetzung mit dem dortigen Regenten Johann I. von Beirut, der sich jedoch binnen weniger Tage unterwirft.
- 7. September: Nach einem sechswöchigen Zwischenaufenthalt auf Zypern, wo die Lehnsoberhoheit des Reiches bekräftigt worden ist, erreicht Friedrich Akkon im Königreich Jerusalem. Der Konflikt mit dem Papst hat sein Kreuzfahrerheer gespalten. Templer und Johanniter verweigern dem exkommunizierten Herrscher die Gefolgschaft.
- Herbst: Al-Kamil, Sultan der Ayyubiden in Ägypten, der sich mit seinem Bruder al-Aschraf Musa gegen seine Neffen an-Nasir Dawud verbündet hat, erobert nach und nach dessen Festungen in Syrien, darunter Jerusalem, Bethlehem und Nazareth. Danach tritt er in Verhandlungen mit Friedrich.

#### Byzantinisches Reich/Kreuzfahrerstaaten
Der lateinische Kaiser Robert de Courtenay stirbt auf dem Rückweg von Rom nach Konstantinopel. Sein elfjähriger Bruder Balduin II. folgt ihm auf den Thron. Anstelle seiner Mutter Maria von Courtenay bestellen die Barone aber Narjot de Toucy zum Vormund und Regenten. Dieser handelt einen einjährigen Waffenstillstand einschließlich freien Handels mit dem Despoten und selbsternannten byzantinischen Exilkaiser Theodoros I. Komnenos Dukas von Thessaloniki aus.
Gottfried II. von Villehardouin folgt seinem verstorbenen Vater Gottfried I. als Fürst von Achaia.

#### Heiliges Römisches Reich
- 25. Dezember: Der minderjährige römisch-deutsche König Heinrich löst sich aus der Vormundschaft des Reichsgubernators Ludwig I. von Bayern, der von der kaiserlichen auf die päpstliche Seite gewechselt ist. Heinrich führt die Regierungsgeschäfte von nun an selbst.

#### Frankreich/Okzitanien
- Humbert de Beaujeu startet im Sommer eine militärische Operation, die zum Zusammenbruch des okzitanischen Widerstandes gegen den Kreuzzug Ludwigs IX. führt: Er erobert zunächst Lavaur, um sein Heer dann aber scheinbar spontan Richtung Toulouse einschwenken zu lassen. Graf Raimund VII. von Toulouse ist zu dieser Zeit nicht in der Stadt anwesend. Statt seine Kräfte an einer Belagerung der stark befestigten Stadt aufzureiben, lässt sie Beaujeu lediglich durch die Besetzung ihrer Zufahrtswege von der Außenwelt abschneiden. Anschließend geht er daran, in einer systematischen Anwendung der Taktik der „verbrannten Erde“ das Umland der Stadt zu verwüsten. Etwa zur selben Zeit planen in Paris die Königinregentin Blanka von Kastilien und der päpstliche Kardinallegat Romano Bonaventura bereits eine Beendigung des Krieges.
- 25. Juni: Papst Gregor IX. erlässt eine Dispens des Heiligen Stuhls für ein mögliches Eheprojekt zwischen der Erbtochter Raimunds und einem Bruder des Königs.
- 10. Dezember: Raimund und die Konsuln von Toulouse stimmen den Bedingungen der Regentin für eine Unterwerfung zu, also Lehnshuldigung gegenüber der Krone und die Verpflichtung zur Ketzerbekämpfung. Außerdem verzichtet Raimund auf die Markgrafschaft Provence und das Herzogtum Narbonne.

#### England/Wales
- April: Der englische König Heinrich III. überträgt seinem Justiciar Hubert de Burgh die walisische Burg Montgomery Castle zur Verwaltung. Die Waliser unter Llywelyn ab Iorwerth, dem Fürsten von Gwynedd, reagieren mit Angriffen auf die Arbeiter und beginnen im August mit der Belagerung der Burg.
- Mit einem kleinen Aufgebot marschieren de Burgh und Heinrich nach Wales. Vor der englischen Armee ziehen sich die Waliser zurück, so dass die Engländer Montgomery Castle am 3. September entsetzen können. Anschließend brennt de Burgh die nahe gelegene Zisterzienserabtei Ceri, die als Stützpunkt der Waliser gedient hat, nieder. Anstelle des Klosters beginnt er mit dem Bau einer Burg, doch die nur unzureichend versorgten Engländer werden von den Walisern auf der Baustelle überfallen, die die im Bau befindliche Burg zerstören und den Marcher Lord William de Braose gefangen nehmen. Der König muss nach drei Monaten einen schmachvollen Frieden mit dem walisischen Fürsten schließen.

#### Iberische Halbinsel
- 23. Dezember: König Jakob I. von Aragón nimmt feierlich das Kreuz zur Eroberung Mallorcas, das von dem von den Almohaden eingesetzten Wali Abu Yahya unabhängig regiert wird. Am 30. Dezember bestimmt er die kirchenhierarchische Eingliederung der Balearen unter das Bistum Barcelona und erhält von Papst Gregor IX. die offizielle Sanktionierung des Feldzugs als Kreuzzug.
- In al-Andalus bricht der Aufstand des Ibn Hud gegen die Herrschaft der Almohaden unter Idris I. al-Ma'mun aus.

#### Polen
- Mai: Wladyslaw III. aus der Familie der Piasten wird als Nachfolger seines im Vorjahr verstorbenen Cousins Leszek I. zum Seniorherzog von Polen zu Krakau gewählt. Er gerät allerdings in Konflikt mit seinem Neffen Władysław Odonic und seinem Cousin Konrad I. von Masowien.

Emblem der fratribus militiae Christi in Prussia

- Bischof Christian von Oliva gründet auf Initiative von Konrad von Masowien den Ritterorden Brüder von Dobrin zum Schutz des masowischen Kernlands gegen die Prußen.

#### Baltikum
Die Livländische Konföderation im Baltikum wird gegründet. Sie setzt sich aus fünf kleineren Staaten zusammen, dem direkt vom Schwertbrüderorden beherrschten Gebiet, dem Erzbistum Riga, dem Bistum Dorpat, dem Bistum Ösel-Wiek und dem Bistum Kurland. Diese Aufteilung wird durch den päpstlichen Gesandten Wilhelm von Modena vorgenommen und stellt einen Kompromiss zwischen der Kirche und dem mächtigen Livländischen Orden dar, nachdem die deutschen Ritter die Gebiete der Esten und Liven und der baltischen Stämme der Lettgallen, Selonen, Semgallen und Kuren erobert hatten.

#### Asien
- Die Ayyubiden ziehen aus dem Jemen ab und setzen die Rasuliden als Statthalter ein.

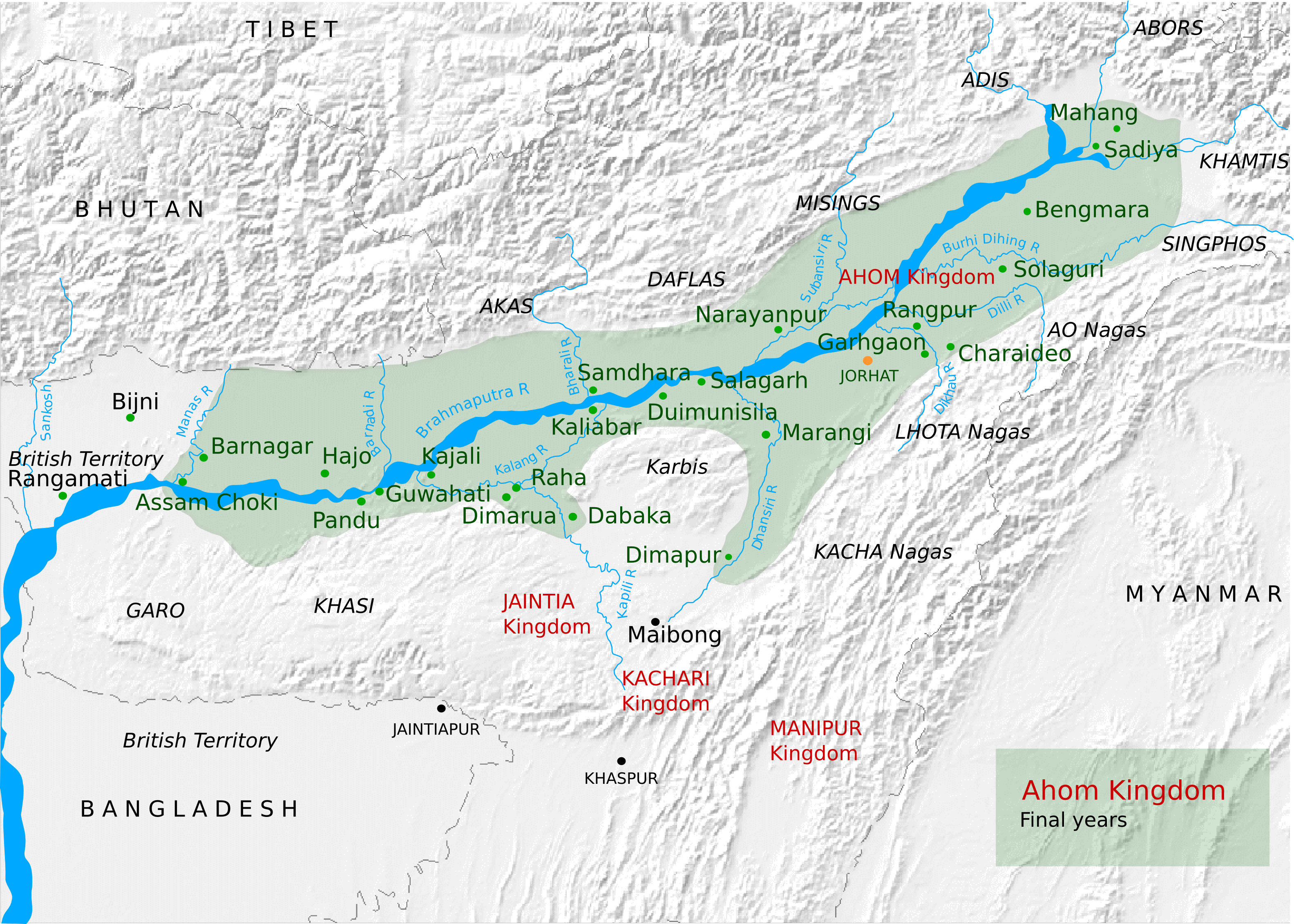
Das Königreich der Ahom bei seiner größten Ausdehnung

- 2. Dezember: Assam kommt für mehrere Jahrhunderte unter die Herrschaft der Ahom-Dynastie.

#### Stadtrechte und urkundliche Ersterwähnungen
- 14./15. Juli: Rees und Xanten erhalten die Stadtrechte durch den Erzbischof von Köln Heinrich I. von Müllenark.
- Erste urkundliche Erwähnung der Gemeinden Aeschi bei Spiez, Assamstadt, Ballaigues, Bargen, Barsbüttel, Bösingen, Därstetten, Engollon, Fontaines, Gerzensee, Heiningen (Landkreis Göppingen), Heitenried, Inzlingen, Henggart, Kappelen, Kirchdorf, Kuchen, Lichtensteig, Pieterlen, Port, Saanen, Steinheuterode, Täuffelen, Vinelz und Worben

### Wirtschaft
Die Republik Venedig errichtet für Kaufleute aus Deutschen Landen den Fondaco dei Tedeschi, eine Art Warenbörse mit Lagern und Wohnungen. Mit dieser Einrichtung wollen die Venezianer zum einen zusätzliche Händler in die Stadt holen, zum anderen die Geschäfte der Fremden kontrollieren sowie gewährleisten, dass diese Abgaben und Zölle entrichten. Am 5. Dezember wird das Gebäude erstmals urkundlich erwähnt.

### Kultur

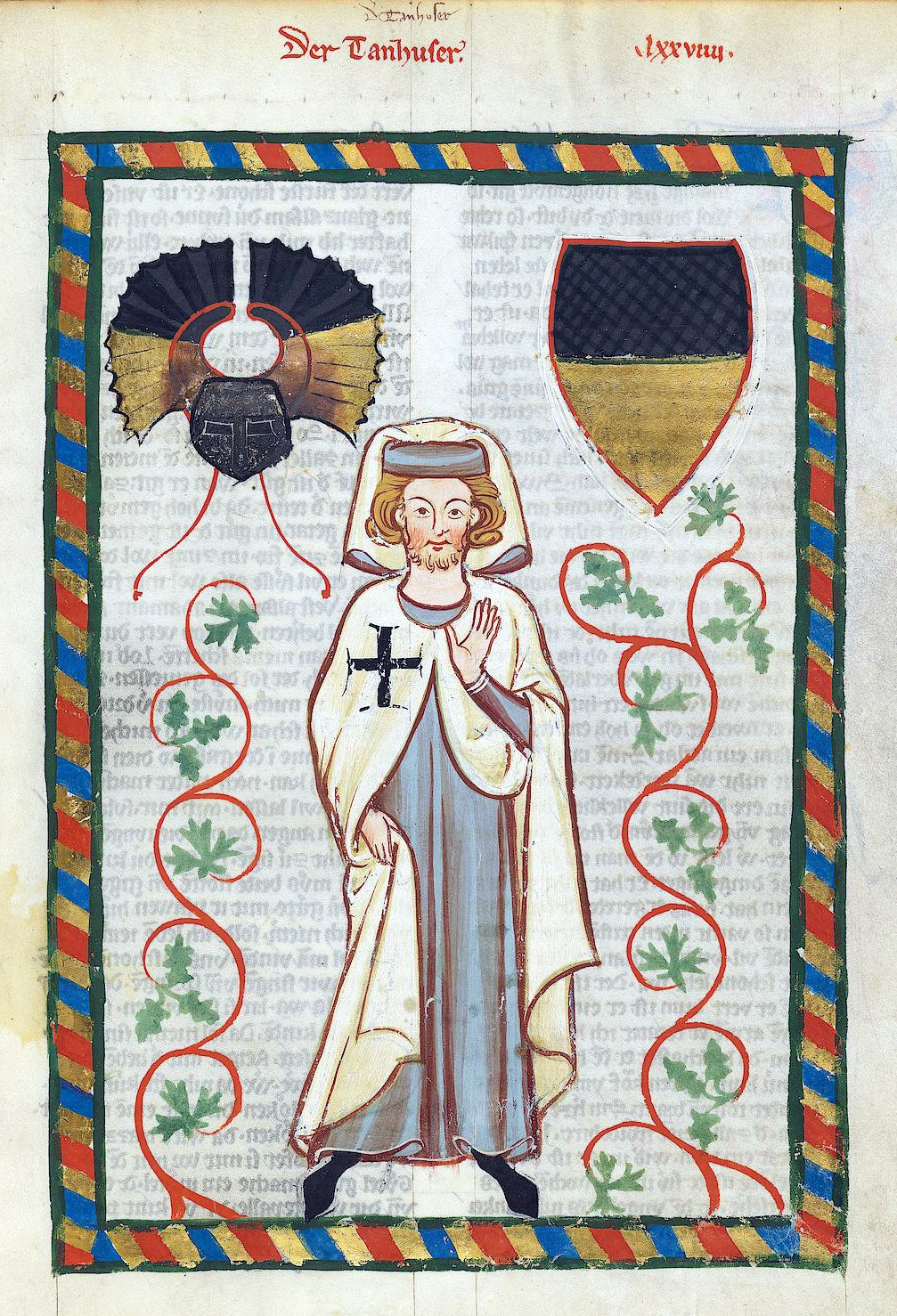
Der Tannhäuser (Codex Manesse, um 1300)

- Nach über 75 Jahren Bauzeit wird die Kirche St. Zeno in Bad Reichenhall geweiht, sie ist heute die größte romanische Basilika Altbayerns.
- Beginn der erschließbaren Schaffenszeit Tannhäusers (zwischen 1228/1229 und 1256/1266)
- um 1228: „Bescheidenheit“ (Sammlung von Lebensregeln und Sprichwörtern) Freidanks entsteht.

### Religion
- nach dem 24. März: Elisabeth von Thüringen gründet in Marburg das später nach ihr benannte Hospital einschließlich einer „bescheidenen Kapelle“.
- 16. Juli: Papst Gregor IX. führt die Heiligsprechung des Franz von Assisi durch.
- Bertrand de Thessy folgt dem verstorbenen Garin de Montaigu als Großmeister des Johanniterordens.
- Das Kloster Marienthal in Netze wird gegründet.

## Geboren

### Geburtsdatum gesichert
- Februar: Wilhelm von Holland, römisch-deutscher König († 1256)
- 25. April: Konrad IV., Herzog von Schwaben, König des Heiligen Römischen Reiches, von Sizilien und Jerusalem († 1254)

### Genaues Geburtsdatum unbekannt
- Alfons von Aragón, aragónesischer Thronfolger († 1260)
- David VI., König von Georgien und Imeretien († 1293)
- Robert de Tibetot, anglonormannischer Ritter († 1298)
- William de Clare, englischer Ritter († 1258)

### Geboren um 1228
- Aymer de Lusignan, Bischof von Winchester († 1260)
- Florens der Vogt, Regent von Holland und Seeland († 1258)
- Leo I., rurikidischer Fürst, Fürst von Bels, Halytsch-Wolodymyr und Przemyśl, König von Galizien und Großfürst von Kiew († um 1301)
- Trần Hưng Đạo, vietnamesischer General der Trần-Dynastie († 1300)
- 1228 oder 1229: Jacobus de Voragine, Erzbischof von Genua († 1298)

## Gestorben

### Erstes Halbjahr
- 13. Januar: Jutta von Huy, flandrische Wohltäterin und christliche Mystikerin (* 1158)
- 31. Januar: Guido von Montfort, Herr von Castres, La Ferté-Alais und Bréthencourt, Kreuzfahrer und Regent der Grafschaft Sidon (* vor 1170)
- Januar: Robert, Kaiser des Lateinischen Kaiserreichs (* um 1200)
- vor dem 1. Februar: Robert de Vieuxpont, anglonormannischer Magnat
- 17. Februar: Heinrich I., Graf von Schwerin (* um 1155)
- wenige Tage nach dem 25. April: Isabella II., Königin von Jerusalem und römisch-deutsche Kaiserin (* 1212)
- 9. Juni: Reginald de Braose, cambro-normannischer Adliger (* 1178)
- 18. Juni: Mathilde I., Herrin von Bourbon (* um 1167)

### Zweites Halbjahr
- 9. Juli: Stephen Langton, englischer Theologe, Kardinal und Erzbischof von Canterbury (* um 1150)
- 18. Juli: Heinrich, Markgraf von Istrien-Krain sowie Graf von Stein (* um 1175)
- 30. Juli: Guido II., Bischof von Assisi
- 15. September: Heinrich I. von Zipplingen, Fürstbischof von Eichstätt
- September: Maria von Courtenay, Kaiserin und Regentin des Lateinischen Kaiserreiches (* um 1204)
- 31. Oktober: Eustace de Fauconberg, englischer Prälat, Treasurer of the Exchequer und Bischof von London (* um 1170)
- 6. November: Lambert von Barmstede, Bischof von Ratzeburg
- 4. Dezember: Bruno II. von Porstendorf, Bischof von Meißen
- 16. Dezember: Beatrix, Dauphine von Viennois, Gräfin von Albon, Grenoble, Oisans und Briançon (* 1161)
- 17. Dezember: Geoffrey de Burgh, Bischof von Ely (* um 1180)

### Genaues Todesdatum unbekannt
- Gerlach, Abt des Klosters Mühlhausen in Böhmen (* 1165)
- Gottfried I. von Villehardouin, Fürst von Achaia
- Heinrich I., Graf von Zweibrücken
- Hugo I., Graf von Bregenz und Montfort
- Kojata IV. von Hrabischitz, böhmischer Adeliger
- Guerau de Cabrera, Graf von Urgell